# Atzabeja

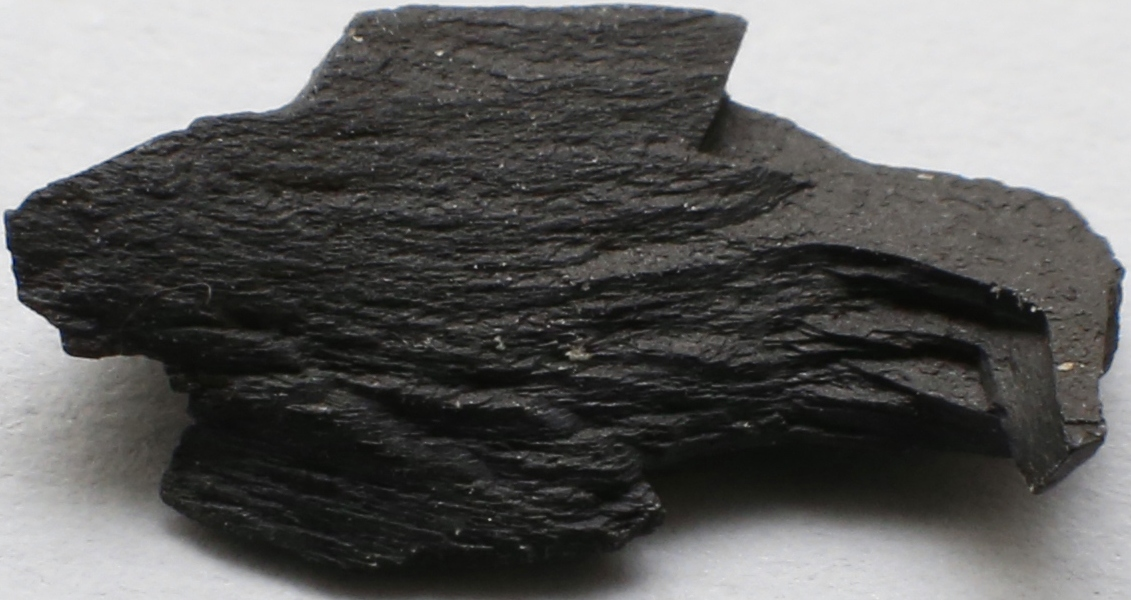
Mostra d'atzabeja

L'atzabeja (de l'àrab az-zabäga) és una varietat de lignit de color negre, llustrós, molt compacte. S'empra com a gemma. Es va originar a partir de la fusta de les araucariàcies enterrada i sotmesa a altes pressions. A causa del seu origen orgànic és considerat un mineraloide.
A Catalunya se n'ha trobat a Pontils (Conca de Barberà) i a Santa Linya (Noguera), prop del riu Noguera Pallaresa.